# Skinny Client Control Protocol
SCCP este un protocol proprietar dezvoltat inițial de către compania Selsius Corporation. În prezent este deținut și definit de către Cisco Systems, Inc. drept un set de mesaje schimbate între un client și CallManager de la Cisco. Ca example de clienți skinny putem enumera telefoanele IP din seria Cisco 7900 precum Cisco 7960, Cisco 7940 și telefonul wireless 802.11b, Cisco 7920. Skinny is a lightweight protocol which allows for efficient communication with Cisco Call Manager which may act as a proxy for signalling of call events with other common protocols such as H.323, SIP, ISDN și/sau MGCP.
Un client skinny folosește TCP/IP pentru a se înregistra la unul sau mai multe Call Managers din cluster. Mai apoi RTP/UDP/IP este folosit pentru a transmite mesaje de semnalizare cât și trafic de voce real-time. SCCP este un protocol bazat pe evenimente și a fost proiectat ca protocol de comunicație pentru endpoint-uri hardware, cu constrângeri importante de procesor și de memorie.
Cisco a cumparat tehologia SCCP când a achiziționat compania Selsius Corporation la sfârșitul anilor 1990. Reminescență a originii Selsius ale telefoanelor IP curente ale Cisco, formatul numelor al dispozitvelor înregistrate de către CallManager este SEP -- de la Selsius Ethernet Phone -- urmant de adresa MAC.
Alte companii precum Symbol Technologies și SocketIP au implementat acest protocol terminale VoIP și Media Gateway Controllerere sau softswitch-uri.
O companie numită IPBlue a creat un telefon software (soft phone) care folosește SCCP pentru semnalizare. Acest telefon apare în serverul CallManager Cisco drept un telefon 7960 hardware.
În plus, Cisco a implementat propriul său telefon software numit Cisco Unified IP Communicator. Înainte, Cisco avea un softphone JTAPI/CTI numit Cisco IP Softphone.